# Parys (Afrique du Sud)
Pour les articles homonymes, voir Parys.
Parys (prononcé ˈpɑːreɪs en anglais) est une ville située sur les rives de la rivière Vaal, dans la province de l'État-Libre en Afrique du Sud. Le nom de la ville est la traduction de l'afrikaans de Paris.